# Централни сили
Централни сили (на немски: Mittelmächte, Мителмехте; на унгарски: Központi hatalmak; на турски: İttifak Devletleri) е името на военно-политическия блок между две големи централноевропейски държави – Германия и Австро-Унгария, в навечерието на Първата световна война. Вече по време на войната към тях се присъединяват Османската империя (1914) и България (1915). След присъединяването на последната страна блокът добива и наименованието Четворен съюз. Техен противник е друг европейски военно-политически блок – Антантата.

## История

### Предпоставки за съюз
В основата на военния съюз е договорът, сключен между Германия и Австро-Унгария на 7 октомври 1879 г., известен като Двоен съюз. След 3 години на 20 май 1882 г. към този договор се присъединява и Италия и алиансът става известен като Троен съюз. Целта на всяка от участничките е да участва в преразпределението на света, тоест се стремят към присъединяване на нови територии. Като негов противовес е създаването на Антантата.

### Първа световна война
При избухването на Първата световна война, Германия и Австро-Унгария искат от Италия да изпълни съюзническите си задължения и да се намеси във войната на тяхна страна, но италианското правителство отказва под претекст, че Австро-Унгария е нападнала Сърбия и войната не е отбранителна. По-късно на 23 май 1915 г. Италия се намесва на страната на Антантата.
През октомври 1914 г. към блока се присъединява и Османската империя, а през октомври 1915 и България. Първоначално, Централните сили имат преимущество и завладяват големи територии в Западна Европа, Балканите и Русия (която излиза от войната в началото на 1918 г.). Тъй като обаче нямат ресурси за дълготрайна позиционна война, в края на краищата този съюз се проваля.

### България

#### Военни обосновки
България все още е недоволна след поражението си през юли 1913 г. от Кралство Сърбия, Кралство Гърция и Кралство Румъния. Тя подписва договор за отбранителен съюз с Османската империя на 19 август 1914 г. Това е последната страна, която се присъединява към Централните сили, което България също прави през октомври 1915 г., като обявява война на Сърбия. България нахлува в Сърбия заедно с германски и австро-унгарски сили. България има претенции за района на Вардарска Македония, задържан от Сърбия след Балканските войни от 1912 – 1913 г. чрез Букурещкия договор (1913 г.). Като условие за влизане в Първата световна война от страна на Централните сили, България получава правото да си възстанови тази територия.

### Обявяване на война
| Дата        | Обявяване от              | на       |
| 1915 г.     | 1915 г.                   | 1915 г.  |
| ----------- | ------------------------- | -------- |
| 14 октомври | България                  | Сърбия   |
| 15 октомври | Великобритания Черна гора | България |
| 16 октомври | Франция                   | България |
| 19 октомври | Италия Русия              | България |
| 1916 г.     |                           |          |
| 1 септември | България                  | Румъния  |
| 1917 г.     |                           |          |
| 2 юли       | Гърция                    | България |

|                          |                         | Население (милиони) | Територия (милиони km2) | БВП ($ милиарда) | БВП на човек ($) |
| ------------------------ | ----------------------- | ------------------- | ----------------------- | ---------------- | ---------------- |
| Германска империя (1914) | Континентално           | 67.0                | 0.5                     | 244.3            | 3,648            |
| Германска империя (1914) | Колонии                 | 10.7                | 3.0                     | 6.4              | 601              |
| Германска империя (1914) | Общо                    | 77.7                | 3.5                     | 250.7            |                  |
| Австро-Унгария (1914)    | Австро-Унгария (1914)   | 50.6                | 0.6                     | 100.5            | 1,986            |
| Османска империя (1914)  | Османска империя (1914) | 23.0                | 1.8                     | 25.3             | 1,100            |
| Царство България (1915)  | Царство България (1915) | 4.8                 | 0.1                     | 7.4              | 1,527            |
| Total                    | Total                   | 156.1               | 6.0                     | 383.9            | 2,459            |

|                   | Мобилизирани | Убити              | Ранени    | Изчезнали | Общо загуби | Процент на загубите от всички мобилизирани |
| ----------------- | ------------ | ------------------ | --------- | --------- | ----------- | ------------------------------------------ |
| Германска империя | 13 250 000   | 1 808 546 (13,65%) | 4 247 143 | 1 152 800 | 7 208 489   | 66%                                        |
| Австро-Унгария    | 7 800 000    | 922 500 (11,82%)   | 3 620 000 | 2 200 000 | 6 742 500   | 86%                                        |
| Османска империя  | 2 998 321    | 325 000 (10,84%)   | 400 000   | 250 000   | 975 000     | 34%                                        |
| Царство България  | 1 200 000    | 75 844 (6,32%)     | 153 390   | 27 029    | 255 263     | 21%                                        |
| Общо              | 25 257 321   | 3 131 890          | 8 419 533 | 3 629 829 | 15 181 252  | 66%                                        |

### Други съюзници
- Държавата Дервиш – Това е бунтовническа сомалийска държава, търсеща независимост от сомалийските територии. Дервишките сили воюват срещу италианските и британските сили в Италианска Сомалия и Британска Сомалия по време на Първата световна война. Държавата Дервиш получава подкрепа от Германия и Османската империя. Тя получава и кратка подкрепа от Етиопската империя през 1915 – 1916 г.

- Южноафриканска република – В опозиция на Южноафриканския съюз, който се присъединява към войната, бунтовници основават Южноафриканската република през 1914 г. и участват в бунта на Мариц. Германия подпомага бунтовниците и тези, действащи в и извън германската колония в Германска Югозападна Африка. Бунтовниците са победени от британските имперски сили.

- Султанат Дарфур – Султанските сили на Дарфур воюват срещу британците в англоегипетски Судан по време на Първата световна война в англо-египетската Дарфурска кампания.

### Марионетни държави
През 1917 и 1918 г. финландците на Карл Густаф Емил Манерхайм и литовските националисти се борят с Русия за обща кауза. С болшевишката атака от края на 1917 г. генералният секретариат на Украйна търси военна защита първо от Централните сили, а по-късно от въоръжените сили на Антантата.
Османската империя има свои съюзници в Азербайджан и Северен Кавказ. Трите държави се бият заедно като част от „Армията на исляма“ в битката за Баку.

#### На Германската империя
- Беларус (Народна република Беларус) – Беларуската народна република е марионетна държава на Германия, създадена през 1918 г.
- Курландия и Семигалия – Създадени през 1918 г.
- Кримско регионално правителство – Кримското регионално правителство, създадено през 1918 г.
- Донска република – Република Дон е тясно свързана с Германската империя и се бори срещу болшевиките.
- Кралство Финландия – Кралство Финландия е марионетна държава, създадена през 1918 г.
- Народна република Кубан – Кубанската народна република е създадена през 1918 г.
- Кралство Литва – Кралство Литва е създадено през 1918 г.
- Планинска република Северен Кавказ – Планинската република Северен Кавказ е свързана с Централните сили.
- Демократична република Грузия – Демократична република Грузия обявява независимост през 1918 г., която след това води до гранични конфликти между новоформираната република и Османската империя. Скоро след като Османската империя нахлува в републиката, това принуждава Грузия да поиска помощ от Германия, която получава. Германия принуждава османците да се оттеглят от грузинските територии и да признаят суверенитета на техните граници. Германия, Грузия и Османската империя подписват мирен договор, Договорът от Батуми, който завършва с конфликт с последните две. В замяна Грузия става „съюзник“ на Германия.
- Кралство Полша – Кралство Полша е създадено през 1916 г. Това правителство е признато от императорите на Германия и Австрия-Унгария през ноември 1916 г. и приема конституция през 1917 г. Решението за създаване на Полска държава е взето от Германия, за да се опита да легитимира военната си окупация сред полските жители, следвайки германската пропаганда до полските жители през 1915 г., че германски войници пристигат като освободители, за да освободят Полша от Русия. Държавата е използвана от германското правителство заедно с наказателни заплахи, които принуждават полските земевладелци, живеещи в окупираните от германците територии, да се преместят в държавата и да продадат балтийската си собственост на германците, в замяна на преместването си в Полша и са положени усилия да предизвикат подобна емиграция на поляците от Прусия до държавата.
- Украйна (Украинска държава) – Украинската държава е подчинена на Германия, ръководена от Павел Скоропадски.
- Обединено балтийско кралство – Обединеното балтийско херцогство е създадено през 1918 г.

#### На Османската империя
- Демократична република Азербайджан – През 1918 г. Демократична република Азербайджан, изправена пред болшевишката революция и опозиция от страна на мюсюлманската партия Мусават, е окупирана от Османската империя, която прогонва болшевиките, като подкрепя Мусаватската партия. Османската империя поддържа присъствие в Азербайджан до края на войната през ноември 1918 г.
- Джабал Шамар – Арабска държава в Близкия Изток, тясно свързана с Османската империя.

### Загуба и край
След като войната е спечелена от Антантата, Централните сили биват обвинени за нейното разпалване, въпреки че не са инициатори на повода за избухването ѝ – атентата в Сараево. В края на краищата Австро-Унгария, Германската империя и Османската империя се разпадат, като Германия губи Елзас и Лотарингия, Западна Прусия, Горна Силезия и Северен Шлезвиг, а България – Западните покрайнини, Беломорска Тракия и Струмишко.
Съюзът на Централните сили се разпада след края на войната.

#### Примирието и договорите
България подписва примирие с Антантата на 29 септември 1918 г., след тяхната успешна Офанзива при Вардар в Македония. Османската империя последва примера и на 30 октомври 1918 г. иска мир, като губи Палестина и Сирия. Австрия и Унгария сключват отделно примирие през първата седмица на ноември, след разпадането на Хабсбургската империя и италианската офанзива във Виторио Венето. Германия подписва примирие, с което завършва войната сутринта на 11 ноември 1918 г. Няма единен договор, завършващ войната. Централните сили подписват отделни мирни договори.
| Знаме | Име               | Дата                 |
| ----- | ----------------- | -------------------- |
|       | Царство България  | 29 септември 1918 г. |
|       | Османска империя  | 30 октомври 1918 г.  |
|       | Австро-Унгария    | 4 ноември 1918 г.    |
|       | Германска империя | 11 ноември 1918 г.   |

| Знаме   | Име                            | Договор                           |
| ------- | ------------------------------ | --------------------------------- |
|         | Австрия                        | Сенжерменски договор              |
|         | Царство България               | Ньойски договор                   |
|         | Германия (Ваймарска република) | Версайски договор                 |
| Унгария | Унгария                        | Трианонски договор                |
|         | Османска империя Турция        | Севърски договор Лозански договор |

- Военни загуби на Централните сили
- Пощенска картичка с Централните сили
- Колапс на Централните сили през 1918 г.
- Лидерите на Централните сили през 1914 г.